# کسیان (چایپاره)
کسیان، روستایی است از توابع بخش مرکزی شهرستان چایپاره در استان آذربایجان غربی ایران.
پل تاریخی کسیان
این پل  در دهکده کسیان قرار دارد و در سال ۱۳۱۷ ش ساخته شده‌است. پل کسیان بر روی یک سطح سنگی بر روی کف رودخانه آق سو بنا شده‌است. این پل دارای نه چشمه با طاق‌های رومی است. مصالح به کار رفته در آن سنگ‌های تراشیده منظم و مصالح جدید است. این پل که در ۵۱ کیلومتری جاده خوی – ماکو واقع شده، ۷۰ متر طول و ۴٫۵ متر عرض و ۵ متر ارتفاع دارد و سنگ‌های سفید آن از قلعه اورارتویی بسطام در ۳ کیلومتری پل آورده شده‌اند.
این پل از بناهای مربوط به دوره قاجاریه می‌باشد و بر روی رودخانه آغ چای ساخته شده و از لحاظ معماری در عصر خود بی نظیر بوده‌است. این پل علاوه بر قدمت، هم بدلیل برقراری ارتباط بین چند روستای چایپاره و هم بدلیل پیدا شدن سنگ نبشتهٔ اورارتویی بسطام هنگام انتقال سنگ‌های قلعه، از شهرت نسبتا" زیادی برخورداراست.
تا قبل از احداث جاده ترانزیتی ایران اروپا در ۳ کیلومتری قره ضیاءالدین، مهم‌ترین راه  ارتباطی منطقه جاده قدیمی خوی-ماکو (جاده حمزیان) بوده و در طول خود از خوی تا ماکو  دارای ۴ دهنه پل بوده که مهم‌ترین آن‌ها پل  کسیان یا در اصطلاح محلی ((دوقوز گوز)) به معنای نه دهنه  در کنار روستای کسیان می‌باشد. دلیل این نامگذاری وجود نه دهنه در بدنه این پل می‌باشد.

## جمعیت
این روستا در شهرستان چایپاره قرار داشته و بر اساس سرشماری سال ۱۳۸۵ جمعیت آن ۲۹۷ نفر (۸۹ خانوار)
بوده‌است.